# Świadkowie Jehowy w Australii

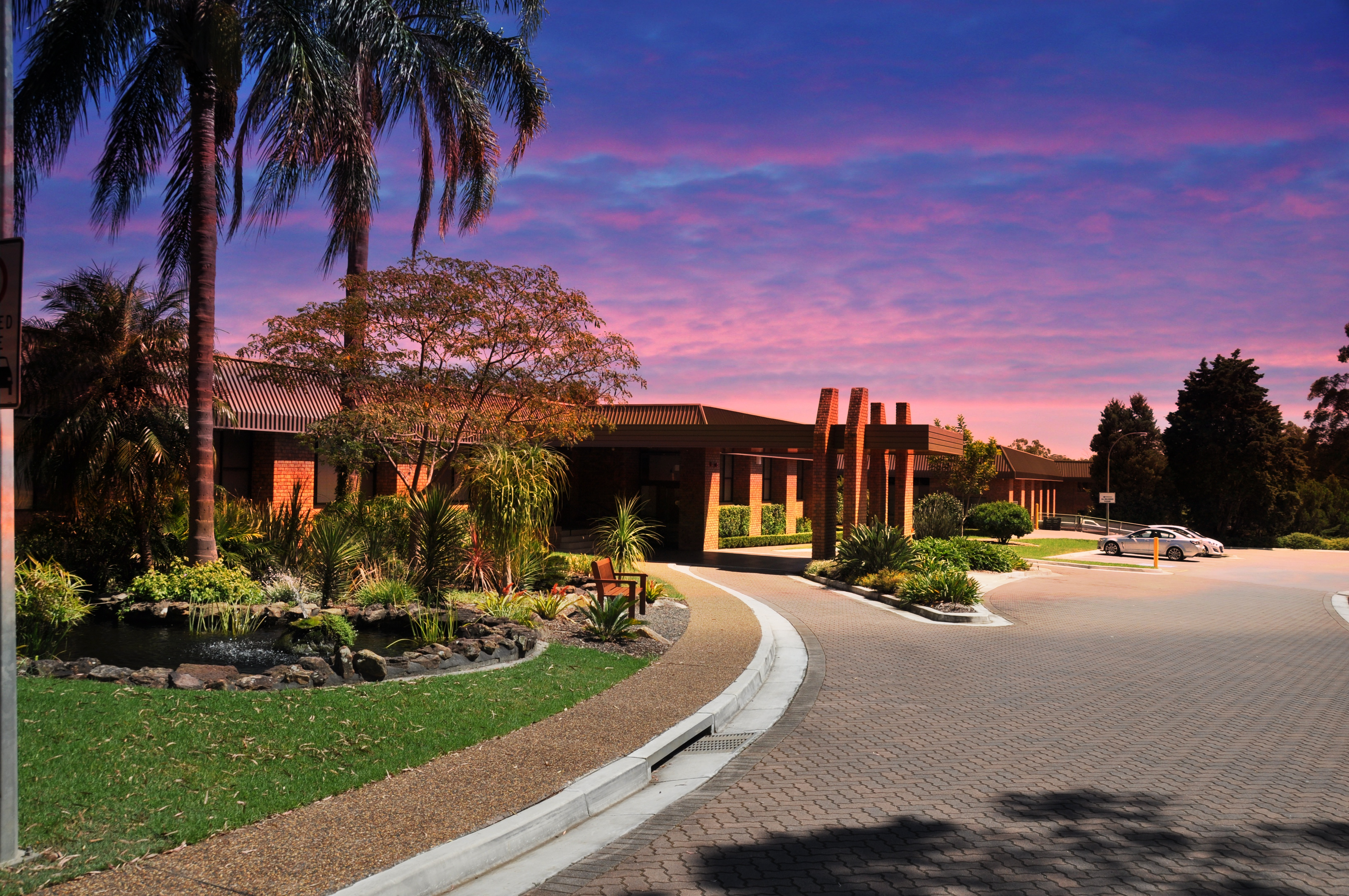
Biuro Oddziału Australazja

Udział Świadków Jehowy w ludności Australii według spisu powszechnego z 2011 roku – według rejonów spisowych

Świadkowie Jehowy w Australii – społeczność religijna w Australii, należąca do ogólnoświatowej społeczności Świadków Jehowy, licząca w 2023 roku 71 188 głosicieli, należących do 726 zborów. Na dorocznej uroczystości Wieczerzy Pańskiej w 2023 roku zgromadziło się 114 089 osób. Działalność miejscowych głosicieli koordynuje Biuro Oddziału Australazja w Denham Court koło Ingleburn na przedmieściach Sydney.

## Historia

### Początki
Już w roku 1882, trzy lata po rozpoczęciu wydawania czasopisma Strażnica Syjońska, literatura biblijna napisana przez Charlesa T. Russella była zamawiana w Australii. W roku 1884 działalność kaznodziejską rozpoczęli angielscy współwyznawcy. W roku 1896 Arthur Williams, górnik złota w Australii Zachodniej, przyjął wierzenia Badaczy Pisma Świętego. W tym samym czasie w Sydney, na wschodzie kontynentu, Pearson i Flack wygłaszali publiczne przemówienia biblijne i rozprowadzali literaturę. W roku 1900 rozesłano pocztą 1000 traktatów. Pojawili się nowi zainteresowani w Melbourne.
W 1904 roku w Melbourne otwarto Biuro Oddziału, które zorganizował Ernest C. Henninges i był pierwszym przedstawicielem Towarzystwa Strażnica do roku 1909. Biuro to nadzorowało również działalność na wyspach południowego Pacyfiku, w krajach Azji Południowo-Wschodniej i w Chinach. Około roku 1905 do prowadzenia działalności kaznodziejskiej w Australii skierowano małżeństwa Richardsonów i Nicholsonów oraz L.F. Zinka. Trzy lata później w Melbourne odbyła się pierwsza konwencja krajowa. W roku 1909 Ernest C. Henninges wdał się w spór doktrynalny z Charlesem T. Russellem dotyczący Nowego Przymierza. Założył on oddzielną niewielką wspólnotę New Covenant Fellowship (Wspólnota Nowego Przymierza).
W roku 1914 Australię odwiedził Robert R. Hollister. W tym czasie około 35 australijskich gazet publikowało kazania Charlesa T. Russella. Działalność głoszenia prowadziło 21 kolporterów (pionierów). „Strażnicę” prenumerowało ponad 900 osób. W tym samym roku w teatrach w całym kraju zaczęto wyświetlać „Fotodramę stworzenia”.
W latach 1909–1918 działalność głoszenia w Australii nadzorował R.E.B. Nicholson. Po śmierci Charlesa T. Russella sekretarz oddziału australijskiego R.E.B. Nicholson odrzucił wybór Josepha F. Rutherforda na stanowisko drugiego prezesa Towarzystwa Strażnica. Zaczął krytykować nowe publikacje biblijne oraz osobę prezesa. Zabrał ze sobą część majątku Towarzystwa, który przepisał na siebie i założył oddzielną niewielką grupę badacką nazwaną Beriańskim Instytutem Biblijnym.
W roku 1918 nadzór nad działalnością przejął William W. Johnston wcześniej kierujący Biurem Oddziału w Afryce Południowej. W 1919 roku Joseph F. Rutherford przemawiał w Sydney do 12 tysięcy słuchaczy. W połowie lat dwudziestych zaczęto wykorzystywać radio w działalności ewangelizacyjnej. Pod koniec lat 20. uruchomioną pierwszą własną stację radiową 2HD w Newcastle, w stanie Nowa Południowa Walia. Trzy następne powstały w stanach Australia Południowa, Tasmania i Queensland.
Do końca lat dwudziestych XX wieku działalność była prowadzona głównie w miastach i miejscowościach położonych wzdłuż wybrzeża. W 1929 roku dwa zbory – jeden w stanie Queensland, a drugi w stanie Australia Zachodnia – rozpoczęły działalność na odległych terenach wewnątrz kraju. W tym celu zbudowały kilka wyposażonych furgonetek. Pionierzy w głąb kraju udawali się również na rowerach. W 1932 roku 23-letni Bennett Brickell wyruszył z Rockhampton w pięciomiesięczną podróż przez północną część stanu Queensland. W ciągu następnych 30 lat przemierzył setki tysięcy kilometrów na rowerze, motorze i samochodem. Zapoczątkował działalność wśród Aborygenów i zakładał nowe zbory. W roku 1933 pionierzy Stuart Keltie i William Torrington rozpoczęli działalność m.in. w Alice Springs. W latach 1936–1937 pionierzy Arthur Willis i Bill Newlands z Sydney, przebyli ponad 19 000 km, prowadząc działalność kaznodziejską na terenie interioru. Charles Bernhardt, ochrzczony przez Arthura Willisa, po sprzedaży swego hotelu w William Creek, przez 15 lat samotnie pełnił służbę pionierską w pustynnych i odludnych rejonach Australii.
W roku 1929 Biuro Oddziału z Melbourne przeniesiono do Sydney. W 1931 roku Alexander MacGillivray, sługa australijskiego Biura Oddziału, skierował trzech pionierów na teren Holenderskich Indii Wschodnich (obecna Indonezja) rozpoczynając na tym terenie działalność kaznodziejską. Na początku lat 30. XX wieku w całej Australii było mniej niż 400 głosicieli. W latach 40. do Świadków Jehowy należały 4 rozgłośnie radiowe.
W lutym 1935 grupa siedmiu australijskich pionierów wypłynęła 16-metrowym dwumasztowcem Lightbearer (Nosiciel światła) w rejs, którego celem było dotarcie do mieszkańców wysp Holenderskich Indii Wschodnich, Singapuru i na Malaje, by wśród ich mieszkańców prowadzić działalność kaznodziejską. Gdy wpływali do portów odtwarzali z gramofonów nagrane wykłady J.F. Rutherforda oraz rozpowszechniali literaturę biblijną. W kwietniu 1938 jacht Lightbearer powrócił do Sydney.
W kwietniu 1938 roku Australię ponownie odwiedził J.F. Rutherford, który miał wygłosić przemówienie „Ostrzeżenie!” w ratuszu w Sydney. Ponieważ przeciwnicy Świadków Jehowy nie dopuścili do wynajęcia ratusza, wynajęto znacznie większe obiekty sportowe Leichhardt Stadium. Wykładu przedstawionego przez Rutherforda wysłuchało jakieś 10 tysięcy słuchaczy, podczas gdy w Australii było w tym czasie około 1300 głosicieli.
W roku 1940 pierwsi australijscy aborygeni przyjęli wierzenia Świadków Jehowy. W roku 1943 powstała pierwsza grupa złożona z Aborygenów, która rok później utworzyła w Australii Zachodniej pierwszy aborygeński zbór. W 1940 roku do Biura Oddziału w Australii został skierowany z Estonii Wallace Baxter (zm. 1994), który później usługiwał w australijskim Komitecie Oddziału. Do Australii skierowano również Percy’ego (zm. 1951) i Madge (Margaret) Dunhamów, którzy usługiwali na Łotwie.

### Zakaz działalności
Ze względu na neutralną postawę w trakcie II wojny światowej w styczniu 1941 roku gubernator generalny Australii wydał zakaz działalności Świadków Jehowy. Zamknięto Biuro Oddziału w Sydney, jak również stacje radiowe należące do Towarzystwa Strażnica. Świadków Jehowy oskarżano o poglądy komunistyczne bądź o szpiegostwo na rzecz japońskiej armii. W tym czasie w mieszkaniach głosicieli oraz w miejscach zebrań religijnych dokonywano rewizji i konfiskowano literaturę biblijną, a Sale Królestwa zostały przejęte. Niektórzy za udział w działalności kaznodziejskiej zostali uwięzieni.
W roku 1941 pomimo zakazu i wprowadzonych z powodu trwającej II wojny światowej ograniczeń w podróżowaniu na ogólnokrajowym zjeździe w Sydney zebrało się 6 tysięcy osób, dwa razy więcej niż wynosiła liczba głosicieli. Na kongresie tym ochrzczono 135 osób. Biuro Oddziału zostało przeniesione do Straithfield, a Farma Towarzystwa Strażnica mieściła się w Ingleburn. We wrześniu 1942 roku w siedmiu miejscach konspiracyjnie zorganizowano kongres pod hasłem „Nowy świat”.
W trakcie zakazu drukiem publikacji zajmowały się głosicielki mieszkające w Biurze Oddziału w Straithfield, a prace te nadzorował Malcolm Vale. W tym okresie wydrukowano książki Dzieci oraz Nowy Świat, a także wszystkie numery „Strażnicy”. Ze względów bezpieczeństwa drukarnię przenoszono jakieś 15 razy. Dwa i pół roku później, 14 czerwca 1943 roku, zakaz ten został uznany przez Sąd Najwyższy za „arbitralny, kapryśny i despotyczny” i zniesiony. Zniesienie zakazu umożliwiło odzyskanie skonfiskowanego mienia.

### Rozwój działalności

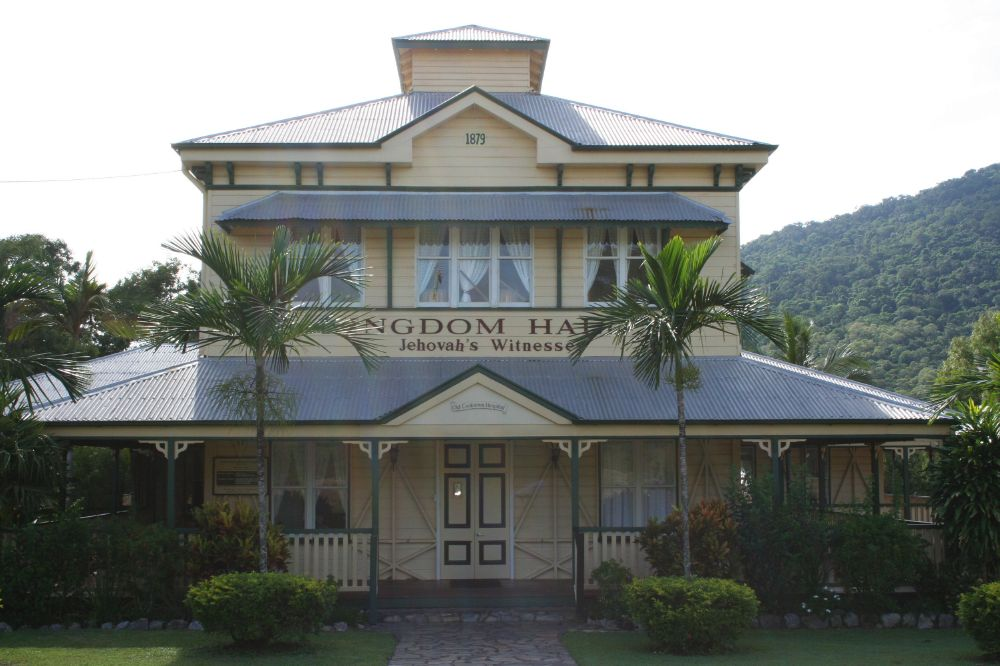
Dawny Old Cooktown Hospital przekształcony w Salę Królestwa w Cooktown

W latach 1946–1947 do kraju przybyło pierwszych pięciu misjonarzy Biblijnej Szkoły Strażnicy – Gilead. Floyd Garrett został nadzorcą oddziału, a inni usługiwali jako nadzorcy podróżujący. W roku 1951 kraj odwiedził Nathan H. Knorr, który uczestniczył w kongresie w Sydney. Po tym kongresie 17 osób z Australii zaproszono do 19 klasy Szkoły Gilead. W roku 1962 w Australii działalność kaznodziejską prowadziło 15 992 głosicieli. W roku 1963 odbył się kongres międzynarodowy pod hasłem „Wiecznotrwała dobra nowina”, w roku 1969 kongres międzynarodowy pod hasłem „Pokój na ziemi”, a w roku 1973 kongres międzynarodowy pod hasłem „Boskie zwycięstwo”. W roku 1972 rozbudowano Biuro Oddziału. W 1981 roku zanotowano liczbę 32 tysięcy głosicieli. Dwa lata później oddano do użytku nowe Biuro Oddziału w Denham Court koło Ingleburn.
21 lipca 1985 roku dokonano zamachu bombowego na Salę Królestwa w Sydney. Jedna osoba zginęła, a około 90 osób zostało rannych, w tym 40 ciężko.
W okresie od 1985 do 1990 roku wybudowano ponad 170 Sal Królestwa. W Cooktown miejscowi wyznawcy przenieśli i odrestaurowali historyczny szpital Old Cooktown Hospital i przekształcili go w Salę Królestwa. Od roku 1989 zwiedza go co miesiąc około 4 tysiące turystów. 25 listopada 1989 roku oddano do użytku rozbudowane Biuro Oddziału. Liczbę 50 tysięcy głosicieli osiągnięto w 1989 roku. Rok później zorganizowano pomoc humanitarną dla poszkodowanych w powodzi w Queensland.
Na początku lat 90. XX wieku zebrania religijne w Australii prowadzono w 18 językach. W 1998 roku liczba głosicieli wzrosła do ponad 60 tysięcy. Rozbudowano Biuro Oddziału. Natomiast w dniach od 30 października do 1 listopada 1998 roku odbyły się trzy kongresy międzynarodowe pod hasłem „Boża droga życia” – w Brisbane, Melbourne i Sydney, na których obecni byli członkowie Ciała Kierowniczego.
W roku 2003 w Australii odbył się kolejny kongres międzynarodowy, pod hasłem „Oddajcie chwałę Bogu”. W 2004 roku zebrania prowadzono już w 30 językach; obecnie liczba ta wzrosła do ponad 40.
W latach 2011–2013 organizowano po 24 kongresy okręgowe w 12 językach. Na przełomie 2012 i 2013 roku zorganizowano pomoc humanitarną dla poszkodowanych przez cyklon tropikalny Oswald oraz pożary w Tasmanii.
Od 17 do 19 października 2014 roku w Melbourne odbył się kongres międzynarodowy pod hasłem „Szukajmy najpierw Królestwa Bożego!”, w którym uczestniczyło około 70 tysięcy osób.

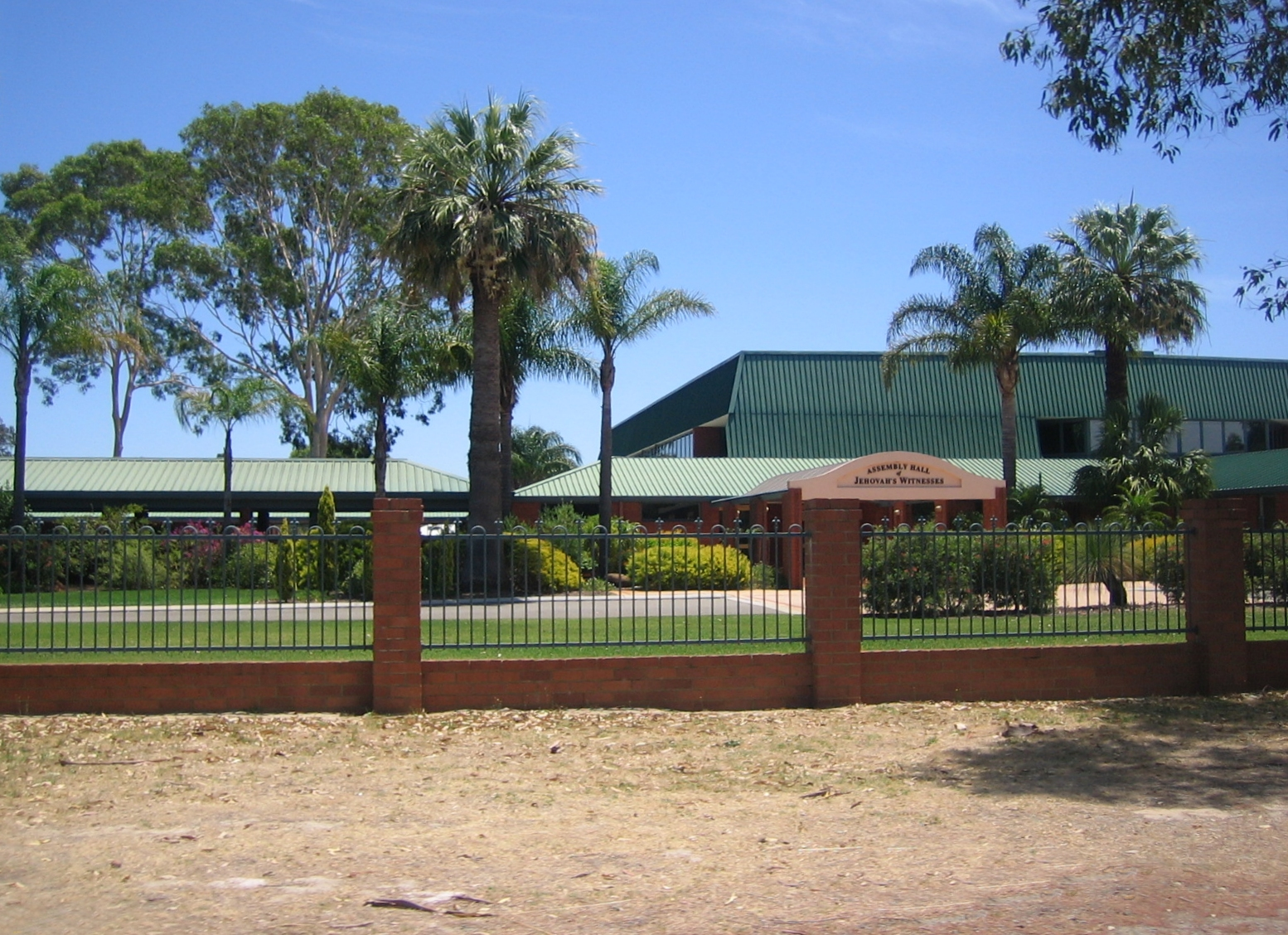
Sala Zgromadzeń w Wattle Grove

Świadkowie Jehowy organizują specjalne kampanie ewangelizacyjne na terenach oddalonych oraz prowadzą działalność w ośrodkach dla uchodźców. W 2014 roku na Tasmanii działało 1729 głosicieli należących do 24 zborów.
W październiku 2015 roku delegacja Świadków Jehowy z Australii uczestniczyła w kongresie specjalnym pod hasłem „Naśladujmy Jezusa!” na Malcie. W dniach od 17 do 19 listopada 2017 roku w indonezyjskiej Dżakarcie odbył się kongres specjalny pod hasłem „Nie poddawaj się!” z udziałem delegacji z Australii. W lipcu 2018 roku w Oslo w Norwegii oraz w Port Moresby w Papui-Nowej Gwinei, a we wrześniu 2018 roku w Maputo w Mozambiku odbyły się kongresy specjalne pod hasłem „Bądź odważny!” z udziałem delegacji z Australii.
Od 22 do 24 listopada 2019 roku w Melbourne odbył się kongres międzynarodowy pod hasłem „Miłość nigdy nie zawodzi!”. Uczestniczyły w nim 46 582 osoby, w tym 6083 zagranicznych delegatów z przeszło 70 krajów. Program był przedstawiany w językach angielskim, chińskim (mandaryńskim), hiszpańskim, koreańskim, tagalskim i wietnamskim. Ochrzczono 407 osób. Ciało Kierownicze Świadków Jehowy reprezentował David Splane. Na przełomie lat 2019 i 2020 zorganizowano pomoc materialną dla poszkodowanych przez pożary buszu. W 2021 roku przekroczono liczbę 70 tysięcy głosicieli. W 2024 roku delegacje z Australii brały udział w kongresach specjalnych pod hasłem „Głośmy dobrą nowinę!” na Fidzi, we Francji i w Szwajcarii.

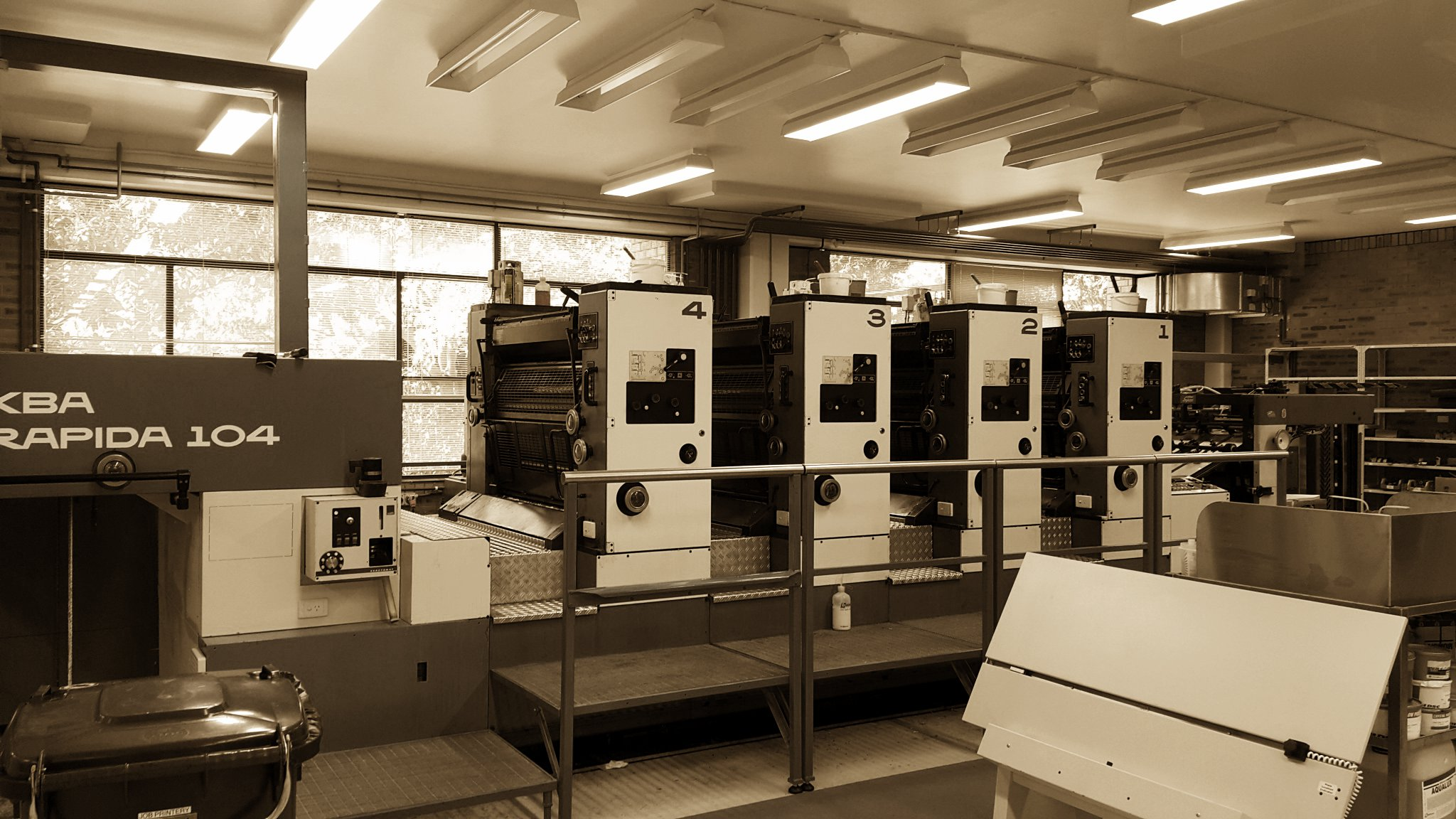
Drukarnia w Biurze Oddziału

W drukarni w Biurze Oddziału wydaje się publikacje w 55 językach, aby zaspokoić potrzeby współwyznawców w takich krajach i terytoriach jak: Fidżi, Indonezja, Papua-Nowa Gwinea, Nowa Kaledonia, Nowa Zelandia, Wyspy Salomona, Tahiti, Vanuatu, Niue, Samoa Zachodnie, Tonga, Tuvalu, Wallis i Futuna oraz w samej Australii (wraz z wyspami Norfolk, Tasmania, Wyspy w Cieśninie Torresa, Wyspa Bożego Narodzenia i Wyspy Kokosowe).
W 2018 roku Świadkowie Jehowy w Australii korzystali z 455 własnych Sal Królestwa. Sale Zgromadzeń znajdują się w okolicach Sydney, Brisbane, Melbourne i Perth. Kongresy odbywają się w językach: angielskim, arabskim, australijskim języku migowym, chińskim (kantońskim i mandaryńskim), chorwackim, greckim, hiszpańskim, japońskim, koreańskim, samoańskim, tagalskim, wietnamskim i włoskim.
W roku 2012 Biura Oddziałów w Australii i Nowej Zelandii połączono w Oddział Australazja. Koordynuje on działalność w Australii, Niue, Norfolk, Nowej Zelandii, Samoa, Samoa Amerykańskim, Timorze Wschodnim, Tokelau, Tonga, Wyspach Cooka. Znajduje się w nim również jeden z czterech „Regionalnych Działów Projektowo-Budowlanych” na świecie oraz „Lokalny Dział Projektowo-Budowlany”, który ma za zadanie nadzorowanie przedsięwzięć budowlano-remontowych Sal Królestwa, Sal Zgromadzeń oraz Biur Tłumaczeń. Koordynuje też działalność Biur Tłumaczeń w Australii, Nowej Zelandii, Samoa, Timorze Wschodnim i na Tonga, które tłumaczą publikacje biblijne na 24 miejscowe języki. W miejscowym Biurze Oddziału działa również Regionalny Zespół Wideo, w którym od 20 maja 2022 roku rozpoczęto kręcenie zdjęć do serii filmu „Dobra nowina według Jezusa”.

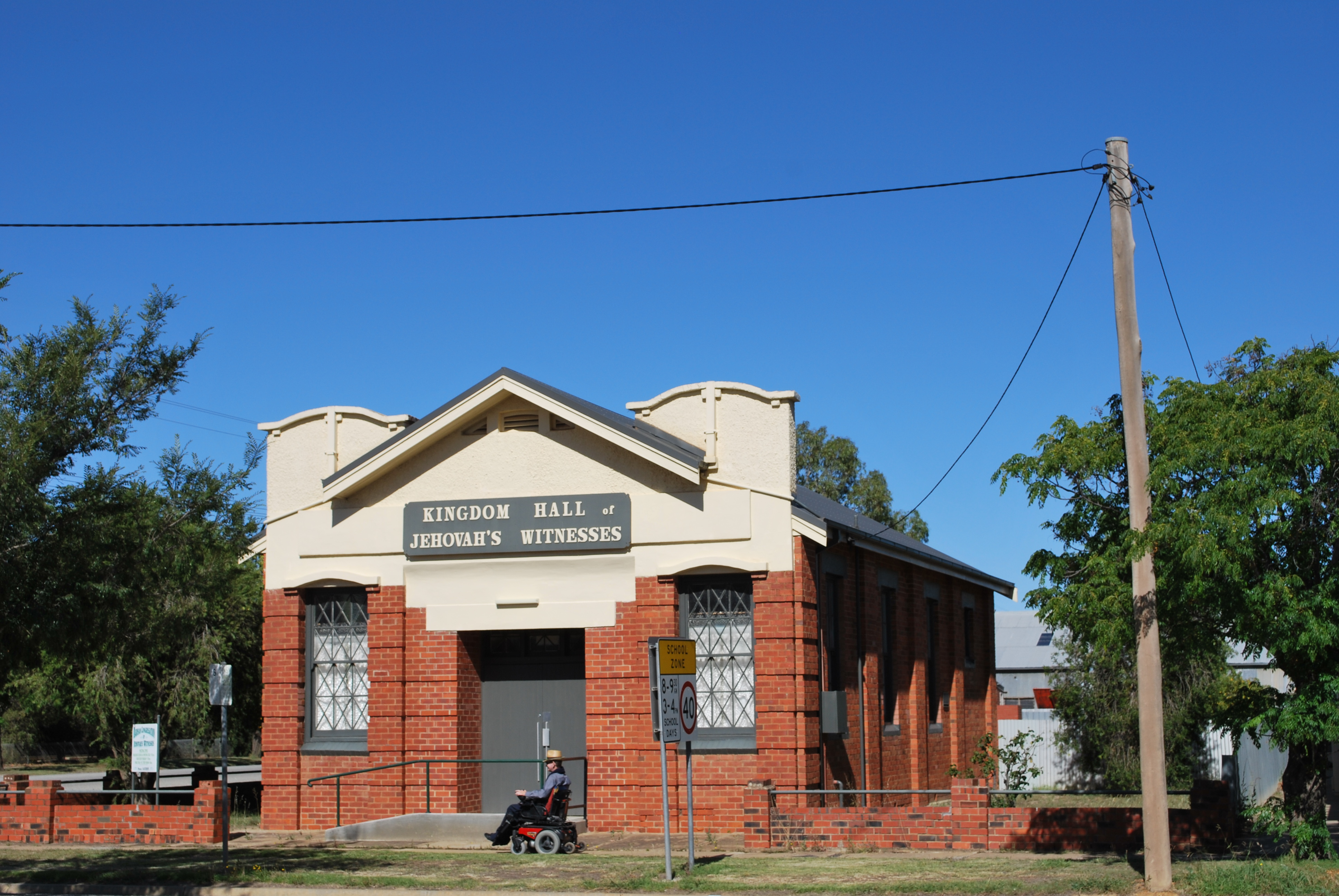
Sala Królestwa w Barham...
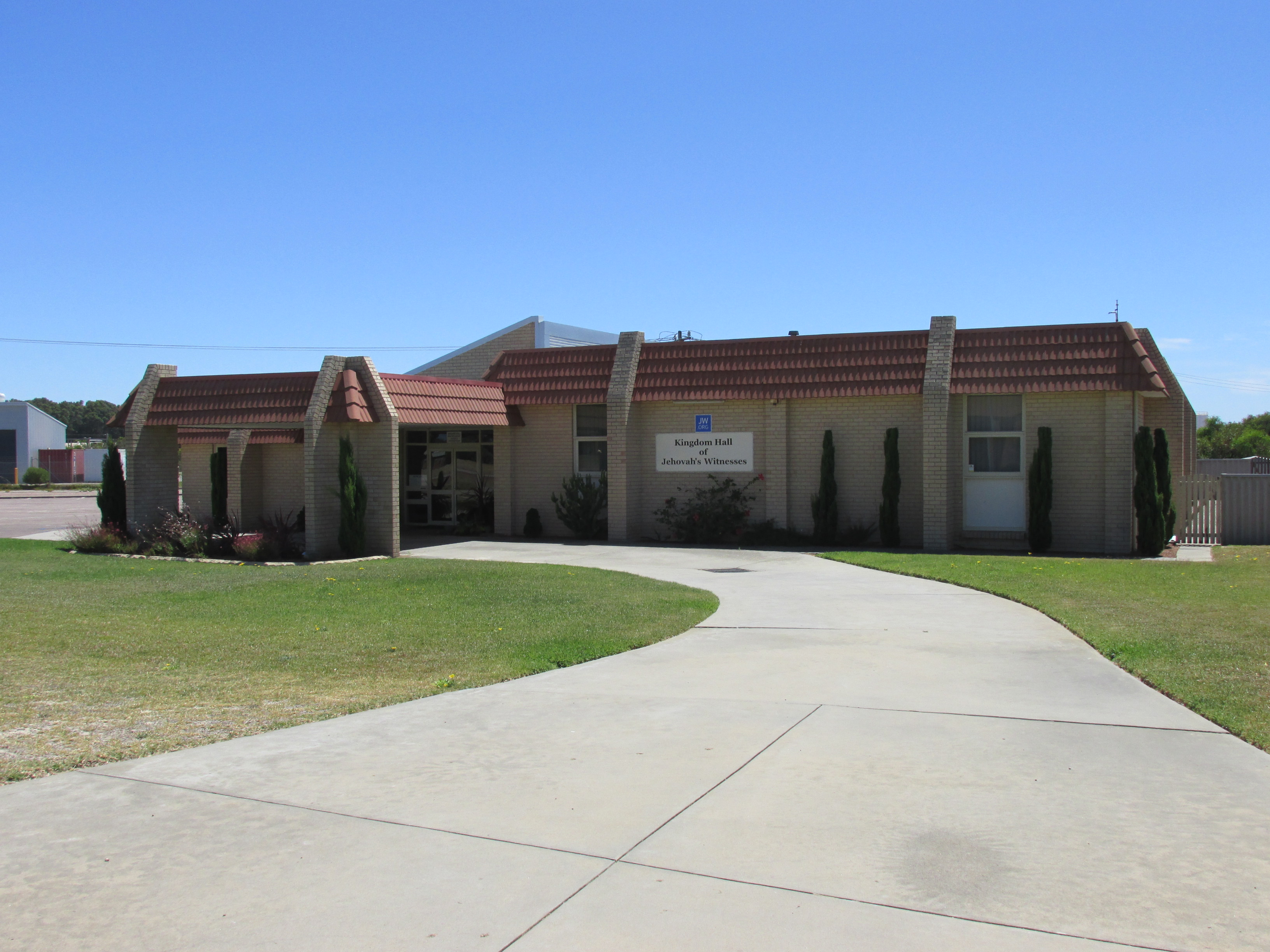
... w Esperance...
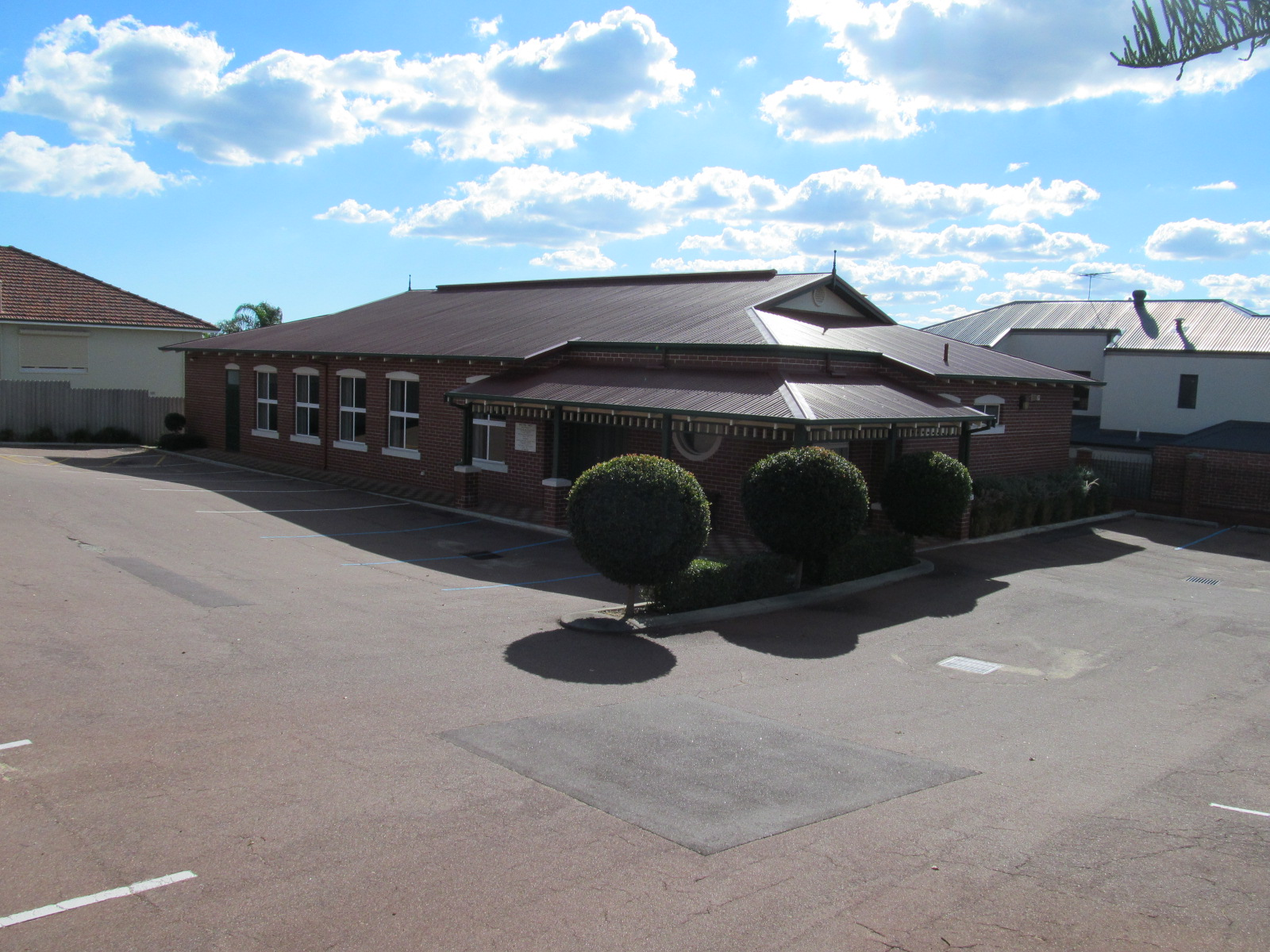
... w Joondanna...
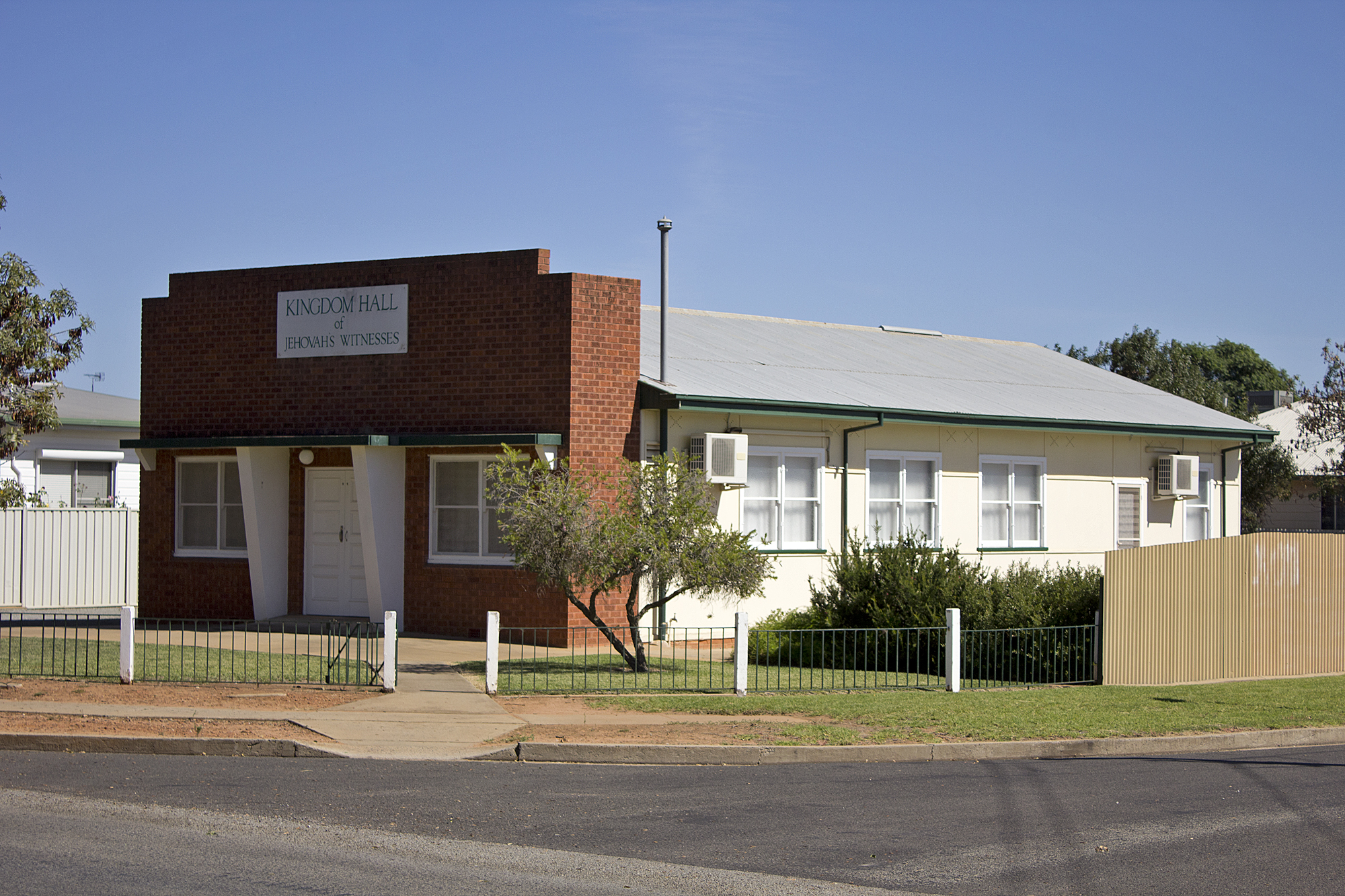
... w Leeton...
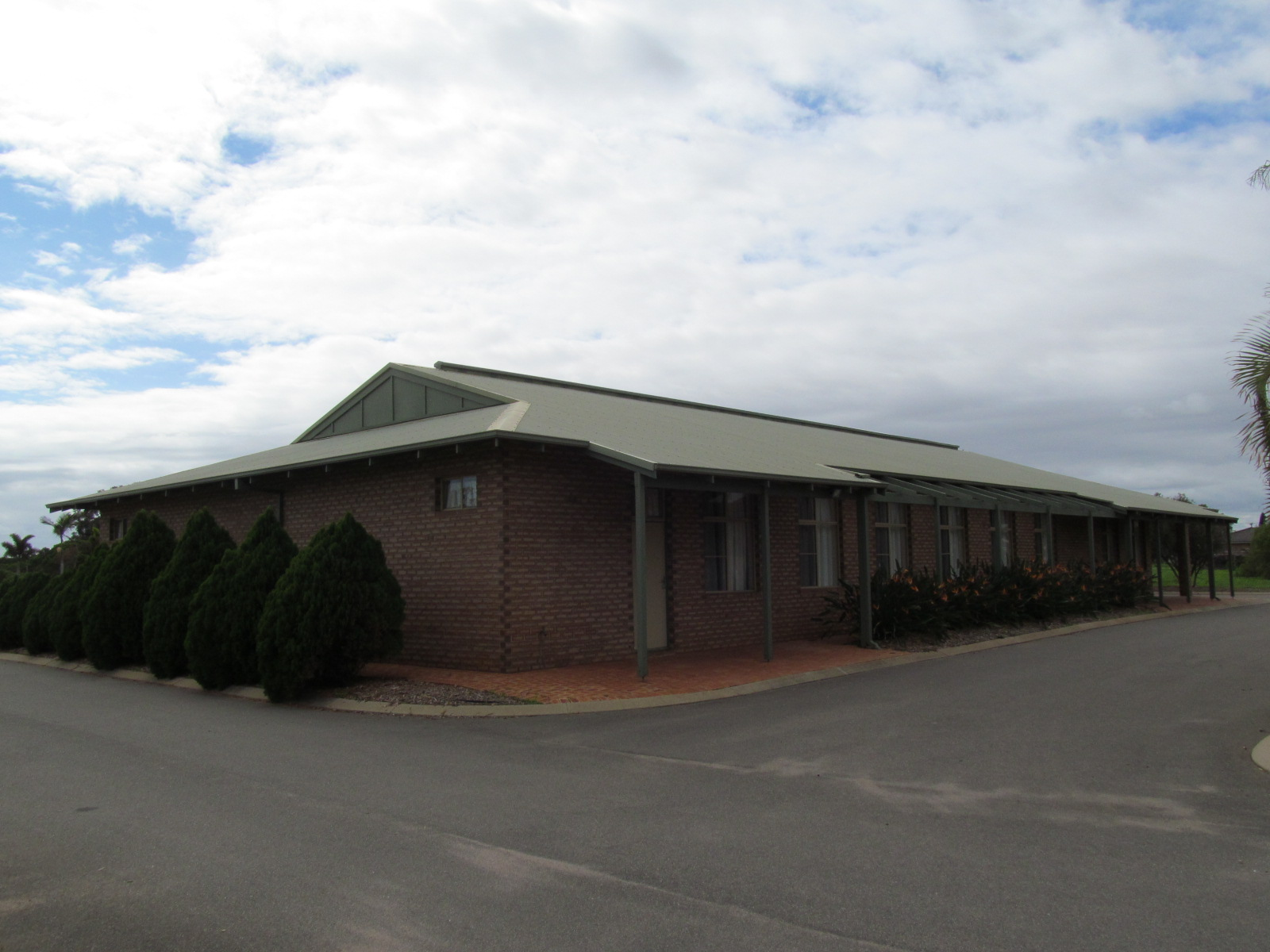
... w Utakarra.

## Statystyki

### Liczba głosicieli (w tym pionierów), liczba wyznawców
Dane na podstawie oficjalnych raportów o działalności:
- najwyższa liczba głosicieli osiągnięta w danym roku służbowym[d] (liczby nad słupkami na wykresie)
- przeciętna liczba pionierów w danym roku służbowym (ciemniejszym odcieniem, liczby na słupkach wykresu, od 2017 roku tylko pionierów pełnoczasowych, bez pomocniczych).

Dla porównania liczba osób deklarujących swoją przynależność religijną do Świadków Jehowy w spisach powszechnych:
- liczba wyznawców (czarne belki na górze wykresu)

Wartości opisów na wykresie podano w tysiącach:

## Świadkowie Jehowy w australijskich terytoriach zależnych

### Świadkowie Jehowy na Norfolk
Świadkowie Jehowy na Norfolk – społeczność wyznaniowa na Norfolk, należąca do ogólnoświatowej wspólnoty Świadków Jehowy, licząca w 2020 roku 6 głosicieli, należących do 1 zboru, który posiada Salę Królestwa. W 2020 roku na dorocznej uroczystości Wieczerzy Pańskiej zebrało się 11 osób. Działalność miejscowych głosicieli koordynuje australijskie Biuro Oddziału.
- Historia. Działalność na Norfolk rozpoczęto w roku 1972. W roku 1992 powstał zbór składający się z 10 głosicieli. W 2011 roku na Norfolk przeprowadziła się czteroosobowa rodzina z Australii[44]. W 2020 działało 6 głosicieli[51], w związku pandemią COVID-19 rodzina powróciła do swego kraju, a na wyspie nie pozostał żaden głosiciel[52].